# Heterophasma
Heterophasma är ett släkte av insekter. Heterophasma ingår i familjen Phasmatidae.
Kladogram enligt Catalogue of Life:
| Heterophasma | \| \| Heterophasma gaudichaudi \| \| \| \| \| \| Heterophasma multispinosum \| \| \| \| |
|              | \| \| Heterophasma gaudichaudi \| \| \| \| \| \| Heterophasma multispinosum \| \| \| \| |
|              | Heterophasma gaudichaudi                                                                |
|              |                                                                                         |
|              | Heterophasma multispinosum                                                              |
|              |                                                                                         |